# Magna-Tech Electronic Co., Inc.
Magna-Tech Electronic Co., Inc. (MTE) ist ein 1956 gegründetes Unternehmen, das zunächst Tontechnik für die Postproduktion von Filmen herstellte. Für seine Entwicklungen auf dem Gebiet der Filmtechnik wurde das Unternehmen unter anderem mit zwei Technik-Oscars ausgezeichnet. Seit Anfang der 2000er Jahre ist das Unternehmen spezialisiert auf die Entwicklung und Lieferung von Audio-, Video-, Film- und Supportsystemen für Kinos, Theater, Museen, Planetarien, Kreuzfahrtschiffe und weitere Kultur- und Bildungseinrichtungen.

## Geschichte
Die Magna-Tech Electronic Co., Inc. wurde 1956 von Otto Popelka in Manhattan, New York City gegründet. Popelka, der zuvor bei der Reeves Soundcraft Corporation gearbeitet hatte, wollte vor allem Tonaufnahmegeräte für die Postproduktion von Filmen herstellen. Obwohl die Produkte von MTE im Ruf standen, einen hohen Qualitätsstandard zu haben, blieb es bis Ende der 1960er Jahre ein kleines Unternehmen für lokale Kunden in New York City. Im Herbst 1968 stellten Popelka und sein Team ein elektronisch gesteuerten Looping-System vor, das zunächst „Electronic Post-Sync“ genannt wurde. Das von Popelka entwickelte System wurde zuerst im Manhattan Sound Studio installiert und dann schnell von weiteren Tonstudios in New York City übernommen. Zum Ende des Jahres 1970 erwarb das damals führende Hollywood-Tonstudio Glen Glenn Sound ebenfalls das von MTE entwickelte System.
1970 wurde Popelka von der Academy of Motion Picture Arts and Sciences für die Entwicklung des elektronisch gesteuerten Looping-Systems („For the development of an Electronically Controlled Looping System“) mit dem Oscar für technische Verdienste ausgezeichnet.
Otto Popelka ging bereits Anfang der 1970er Jahre in den Ruhestand. Norman T. Prisament kaufte seine Unternehmensanteile und entwickelte das Unternehmen als President in den folgenden Jahrzehnten zum Marktführer für Postproduktions-Technik, vor allem nach dem Rückzug der zuvor dominierenden Unternehmen RCA und Westrex Corp. aus der Branche. Unter Prisaments Führung investierte Magna-Tech Electronic stark in Forschung und Entwicklung für neue Produkte und entwickelte unter anderem das weltweit erste erfolgreiche vollelektronische 16/35-mm-Kombinationsprojektionssystem für die Postproduktion sowie ein Loopingsystem. 1974 wurde MTE für die Konstruktion und Entwicklung eines Hochgeschwindigkeits-Aufnahmesystems für die Kinofilmproduktion mit dem Oscar für Wissenschaft und Entwicklung ausgezeichnet.
Das Unternehmen konnte seinen Kundenstamm daraufhin deutlich erweitern und war bald für alle Major-Studios in Hollywood sowie viele Produktionsunternehmen in New York City tätig. Später expandierte das Unternehmen auch nach Europa, Kanada, Australien und Asien.
Norman T. Prisament, der von 1972 bis zu seinem Tod Präsident des Unternehmens war, starb am 8. Januar 1986 im Alter von 63 Jahren. Nach seinem Tod wurde das Unternehmen verkauft und konnte bis Anfang der 1990er Jahre seine Marktposition behaupten.
Nach starken Nachfrageeinbrüchen für Studiotechnik Anfang der 1990er Jahre ging MTE 1994 in Konkurs und wurde an Steven H. Krams verkauft, der den Unternehmenssitz nach Miami, Florida, verlegte.
Im Jahr 2002 fusionierte MTE mit dem 1975 von Krams gegründeten Kinotechnikanbieter International Cinema Equipment Co. (ICECO). Das Unternehmen spezialisierte sich seither auf die Entwicklung und Lieferung von Audio-, Video-, Film- und Supportsystemen für Kinos, Theater, Museen, Planetarien, Kreuzfahrtschiffe und weitere Kultur- und Bildungseinrichtungen.

## Auszeichnungen
Magna-Tech Electronic Co., Inc. oder Mitarbeiter des Unternehmens wurden mehrfach für ihre Entwicklungsarbeit auf dem Gebiet der Technik ausgezeichnet.
- 1970: Auszeichnung von Otto Popelka mit dem Oscar für technische Verdienste für die Entwicklung des elektronisch gesteuerten Looping-Systems („For the development of an Electronically Controlled Looping System“)[7]
- 1974: Auszeichnung der Magna-Tech Electronic Co., Inc. mit dem Oscar für Wissenschaft und Entwicklung für die Konstruktion und Entwicklung eines Hochgeschwindigkeits-Aufnahmesystems für die Kinofilmproduktion („For the engineering and development of a high-speed re-recording system for motion-picture production“)[9]
- 1979: Auszeichnung von Norman T. Prisament mit der Samuel L. Warner Memorial Medal der SMPTE für seine Beiträge auf dem Gebiet der Tonwiedergabe und der Übertragungsmechanismen mit Hilfe von Hochgeschwindigkeitsschleifensystemen („For his noteworthy interest and contributions in the field of sound reproduction and transfer mechanisms by means of high-speed interlocking systems. The development of the high-speed electronic looping system simplified the foreign language dubbing of soundtracks.“)[11]
- 1990: Auszeichnung der Magna-Tech Electronic Co., Inc. mit dem Oscar für technische Verdienste für die Einführung der ersten ferngesteuerten Vorlauf-/Rücklauffunktion für die Magnetfilm-Tonüberspielung („For introduction of the first remotely controlled advance/retard function for magnetic film sound dubbing“)[9]